# Сент-Аман-лез-О (кантон)
Сент-Аман-лез-О (фр. Saint-Amand-les-Eaux) — кантон во Франции, находится в регионе О-де-Франс, департамент Нор, округ Дуэ.

## История
Кантон образован в результате реформы 2015 года путём слияния упраздненных кантонов Сент-Аман-лез-О-Левый берег и Сент-Аман-лез-О-Правый берег.

## Состав кантона
В состав кантона входят коммуны (население по данным Национального института статистики за 2017 г.):
- Анон (3 862 чел.)
- Брийон (738 чел.)
- Брюй-Сент-Аман (1 671 чел.)
- Бузиньи (333 чел.)
- Валлер (5 526 чел.)
- Лесель (2 810 чел.)
- Мийонфос (715 чел.)
- Мольд (1 026 чел.)
- Мортань-дю-Нор (1 626 чел.)
- Нивель (1 318 чел.)
- Рем (12 587 чел.)
- Розю (1 911 чел.)
- Рюмежи (1 797 чел.)
- Сар-э-Розьер (588 чел.)
- Сент-Аман-лез-О (15 889 чел.)
- Тён-Сен-Аман (1 125 чел.)
- Флин-ле-Мортань (1 646 чел.)
- Шато-л'Аббеи (874 чел.)
- Элем (1 975 чел.)

## Политика
На президентских выборах 2022 г. жители кантона отдали в 1-м туре Марин Ле Пен 32,8 % голосов против 21,6 % у Эмманюэля Макрона и 15,2 % у Жана-Люка Меланшона; во 2-м туре в кантоне победила Ле Пен, получившая 55,5 % голосов. (2017 год. 1 тур: Марин Ле Пен – 33,9 %,  Жан-Люк Меланшон – 21,3 %, Эмманюэль Макрон – 17,4 %, Франсуа Фийон – 14,3 %; 2 тур: Ле Пен – 51,9 %. 2012 год. 1 тур: Марин Ле Пен — 25,5 %, Франсуа Олланд — 23,8 %, Николя Саркози — 22,7 %; 2 тур: Олланд — 52,9 %).
С 2015 года кантон в Совете департамента Нор представляют члены совета города Сент-Аман-лез-О  Клодин Дерё (Claudine Derœux) и Эрик Рено (Éric Renaud) (оба – Разные левые).
|                | Кандидаты                    | Партия                   | Первый тур | Первый тур     | Второй тур | Второй тур |
| Кол-во голосов | Кандидаты                    | Партия                   | % голосов  | Кол-во голосов | % голосов  |            |
| -------------- | ---------------------------- | ------------------------ | ---------- | -------------- | ---------- | ---------- |
|                | Клодин Дерё Эрик Рено        | Разные левые             | 3 837      | 28,09          | 8 723      | 67,76      |
|                | Беранжер Морис Гиойм Флоркен | Национальное объединение | 3 424      | 25,07          | 4 151      | 32,24      |
|                | Флориан Ренар Нелли Шимански | Коммунистическая партия  | 3 271      | 23,95          |            |            |
|                | Жан-Клод Месажер Стефани Юг  | Правый блок              | 3 127      | 22,89          |            |            |

|                | Кандидаты                          | Партия                  | Первый тур | Первый тур     | Второй тур | Второй тур |
| Кол-во голосов | Кандидаты                          | Партия                  | % голосов  | Кол-во голосов | % голосов  |            |
| -------------- | ---------------------------------- | ----------------------- | ---------- | -------------- | ---------- | ---------- |
|                | Клодин Дерё Эрик Рено              | Разные левые            | 4 665      | 23,44          | 10 792     | 58,66      |
|                | Домитий Биган Седрик Вольски       | Национальный фронт      | 5 969      | 29,99          | 7 605      | 41,34      |
|                | Ванесса Вийо Сальваторе Кастильоне | Правый блок             | 4 141      | 20,81          |            |            |
|                | Элен Да Силва Эмерик Робен         | Левый фронт             | 3 858      | 19,38          |            |            |
|                | Шанталь Купез Паскаль Шаватт       | Социалистическая партия | 1 269      | 6,38           |            |            |